# 湘华鲮
湘华鲮（学名：Bangana decora）为鲤科华鲮属的鱼类，俗名青鱼、龙狗鱼、龙鱼，是中国的特有物种。分布于湖南的洞庭湖等。该物种的模式产地在洞庭湖。

## 扩展阅读
維基物種上的相關：湘华鲮